# تک‌بیضگی احتمالی آدولف هیتلر

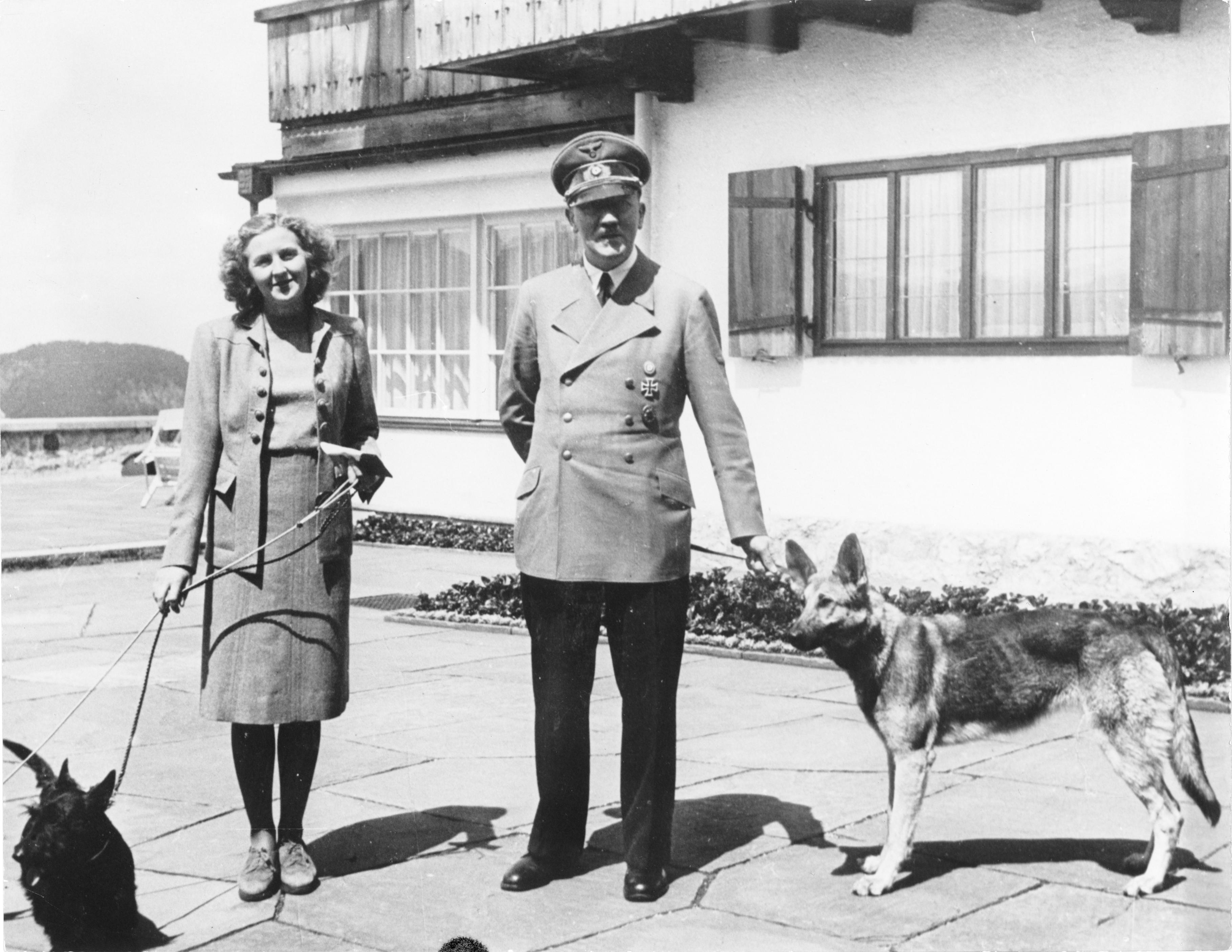
آدولف هیتلر به همراه اوا براون و سگ‌هایشان در اقامتگاه برگهوف، بایرن در ژوئن ۱۹۴۲.

این احتمال که آدولف هیتلر تنها یک بیضه داشته باشد، موضوع حاشیه‌ای در میان مورخان و دانشگاهیان است که در مورد پیشوای آلمان تحقیق می‌کنند. این شایعه ممکن است یک افسانه محلی باشد که احتمالاً از یک آهنگ نظامی معاصر بریتانیا با نام «هیتلر فقط یک تخم دارد» نشأت گرفته‌است.
پزشک هیتلر، اروین گیزینگ (Erwin Giesing) و پزشک شخصی او تئودور مورل نظریه تک‌بیضگی هیتلر را نادیده گرفتند و گفتند بیضه‌های هیتلر مشکلی ندارد. با این حال، هیتلر اغلب از درآوردن لباس برای معاینات پزشکی خودداری می‌کرد. در سال ۱۹۷۰، اتحاد جماهیر شوروی ادعا کرد که کالبدشکافی‌ها نشان می‌دهد که هیتلر یک بیضه‌اش را از دست داده‌است؛ اما صحت تاریخی گزارش مورد بحث است. در دسامبر ۲۰۱۵، گزارش شد که در یادداشت‌های پزشکی از زندان لاندسبرگ ثبت شده‌است که هیتلر به «نهان‌بیضگی سمت راست» مبتلا بوده‌است. این موضوع بر اساس شواهدی از معاینه پزشکی اجباری که هیتلر در سال ۱۹۲۳ تحت آن قرار گرفت می‌باشد.

## شواهد و مدارک

### مدارک پزشکی جنگ جهانی اول
در نوامبر ۲۰۰۸، کشف یک روایت شاهد عینی در مورد نحوه برخورد با هیتلر پس از گلوله خوردن در جبهه غربی در طول جنگ جهانی اول در مطبوعات اعلام شد. بر اساس این گزارش‌ها، یک پزشک سابق ارتش آلمان به نام یوهان جمبور در دهه ۱۹۶۰ به یک کشیش و مورخ آماتور لهستانی به نام فرانسیسک پاولار گزارش داده‌است که چگونه در سال ۱۹۱۶ پس از جراحت کشاله ران جان هیتلر را نجات داد و دید که او یک بیضه‌اش را از دست داده‌است. جمبور گفت آنها در حالی که هیتلر را می‌بردند، زیر آتش فرانسوی‌ها قرار گرفتند و مجبور شدند موقتاً او را رها کنند؛ که ناگهان وی با صدای بلند فریاد زد و از آنها خواست که برگردند و آنها را تهدید کرد که اگر او را رها کنند در دادگاه نظامی از آنها شکایت خواهد کرد. پرونده مکالمه پاولار توسط بستگان پاولار کشف و توسط گرژگورز واوچینی، نویسنده لهستانی منتشر شد. روزنامه بیلد می‌گوید که به گفته جمبور، «شکم و پاهایش غرق در خون بود. هیتلر از ناحیه شکم زخمی شده بود و یک بیضه خود را از دست داده بود. اولین سؤال او از پزشک این بود: «آیا هنوز هم می‌توانم بچه دار شوم؟»»
سوابق نظامی نشان می‌دهد که هیتلر در سال ۱۹۱۶ و در جریان نبرد سم مجروح شده‌است؛ مجروحیتی که به عنوان زخمی در کشاله ران یا ران چپ در اثر انفجار یک گلوله در دونده‌های اعزامی توصیف شده‌است. دیگر مورخان جدیدتر، مانند ایان کرشاو، به این نتیجه رسیدند که زخم در ران چپ هیتلر بوده‌است.

### سوابق زندان
در دسامبر ۲۰۱۵، گزارش شد که قرار است اسنادی از زندان لندسبرگ منتشر و برای یک کتاب جمع‌آوری شود. در میان آنها یادداشتی در کتاب «آوفناهمبوخ» (کتاب ورود به زندان) پزشک جوزف برینشتاینر وجود دارد که بنا بر گزارش‌ها، هیتلر را در سال ۱۹۲۳ معاینه کرده و گفته‌است که او به «نهان‌بیضگی سمت راست» مبتلا بوده‌است.

### کالبدشکافی شوروی
در سال ۱۹۶۸، روزنامه‌نگار اهل شوروی، لو بزیمنسکی، کتاب خود با نام مرگ آدولف هیتلر را منتشر کرد. او یک آزمایش پزشکی قانونی شوروی را توصیف می‌کند و کالبدشکافی ادعایی را به رهبری فاوست شکاروسکی منتشر کرد. این سند مدت کوتاهی پس از پایان جنگ جهانی دوم بر اساس بررسی بقایای هیتلر که ادعا می‌شد متعلق به هیتلر است جمع‌آوری شده‌است. بیان کرد:
کالبدشکافی که توسط آسیب‌شناسان ارتش سرخ بر روی بدن هیتلر انجام شد… [یافته‌های واضحی] به دست آمد: بیضه چپ را نمی‌توان در کیسه بیضه یا روی طناب اسپرماتیک داخل کانال اینگوینال یا در لگن کوچک پیدا کرد[...]
رابرت جی ال وایت، در کتاب خدای روانی: آدولف هیتلر (۱۹۷۸)، صحت این شواهد را پذیرفت:
از آنجایی که این موضوع برای رشد روانی هیتلر از دوران کودکی به بعد اهمیت قابل توجهی دارد، اجازه دهید در اینجا مکث کنیم و به مشکل بیضه‌های پیشوا بپردازیم. اکنون می‌توان تأیید کرد که تامی‌های بریتانیایی در تمام طول خط اول نسخه خود از راهپیمایی سرهنگ بوگی درست می‌گفتند؛ اگرچه در نسخه آخر به وضوح اشتباه می‌کردند - به عبارت دیگر، مگر اینکه شش فرزند گوبلز فرزندان فرزندخواندگی باشند. رحم جایگزین پدری یا نوعی مداخله الهی که تا به حال در نظر گرفته نشده و احتمالاً نامطلوب است.
مورخان اصلی به این نتیجه رسیده‌اند که از سال ۱۹۴۵، اتحاد جماهیر شوروی نسخه‌های مختلفی از سرنوشت هیتلر ارائه کرده‌است. این منجر به نتیجه‌گیری کالبد شکافی از نظر پروپاگاندا شد. ران روزنبام روزنامه‌نگار در کتابش توضیح هیتلر استدلال می‌کند که کالبد شکافی هیتلر توسط شوروی را نمی‌توان به‌عنوان معتبر پذیرفت، زیرا گفته می‌شود جسد پیشوا پس از خودکشی او در داخل فورربونکر تقریباً به‌طور کامل سوزانده شده‌است و بقایای کافی برای انجام هر گونه تحلیل مناسب وجود نداشته‌است. روزنبام استدلال می‌کند که بر اساس اطلاعات پزشک خود هیتلر و انصراف نویسندگان فرم منتشر شده گزارش، گزارش کالبد شکافی شوروی ساختگی بوده‌است.
مورخ آنتون یواخیمشتالر مورخ در تحقیقات گسترده خود در مورد شرایط مرگ هیتلر از یک آسیب‌شناس آلمانی نقل می‌کند که در مورد کالبد شکافی شرح داده شده در کتاب بزیمنسکی می‌گوید: «گزارش بزمنسکی مضحک است … هر یک از دستیاران من بهتر عمل می‌کرد … همه چیز مسخره است … کار غیرقابل تحمل بدی است … متن بخش پس از مرگ ۸ [مه] ۱۹۴۵ هر چیزی جز هیتلر را توصیف می‌کند.» مورخ مشهور ایان کرشاو اجساد اوا براون و هیتلر را توصیف می‌کند که وقتی ارتش سرخ آنها را پیدا کرد، فقط یک استخوان فک پایین و یک پل دندان از آنها باقی مانده است. می‌گوید: «سربازان شوروی هر چیزی را که می‌توانستند در مقابل خروجی پناهگاه هیتلر بیابند، برداشتند، آن را در جعبه گذاشتند و ادعا کردند که اجساد آدولف و اوا هیتلر است. رفتار غیرحرفه‌ای افسران اطلاعاتی شوروی و در نتیجه کیفیت پایین تحقیقات آنها، گزارش کالبد شکافی مشکوک مملو از تناقضات علمی و آلوده به انگیزه‌های ایدئولوژیک… باعث شد با مورخانی مانند یواخیمشتالر، فست و کرشاو موافق باشم و به این نتیجه رسیدم که شوروی جسد هیتلر را پیدا نکرده‌است.»
مصاحبه با پزشک شوروی، سرهنگ دوم فاوست شکاروسکی، که کالبدشکافی هیتلر را رهبری کرد، در بخش اضافی و در دی‌وی‌دی مجموعه مستند دهه ۱۹۷۰ دنیا در جنگ قرار دارد. شکاروسکی ادعا می‌کند که کسانی که کالبد شکافی ادعایی را انجام می‌دهند به‌طور غیرمنتظره‌ای یک بیضه را گم کرده‌اند. شکاروسکی قاطعانه می‌گوید که هیتلر از ناحیه سر مورد اصابت گلوله قرار نگرفته‌است. این در تضاد آشکار با شواهدی است که نشان می‌دهد هیتلر با شلیک به سمت راست سرش خودکشی کرده‌است و روایت‌های مختلفی از سرنوشت هیتلر توسط اتحاد جماهیر شوروی بر اساس خواسته‌های سیاسی‌اش ارائه شده‌است.

## کنایه‌های معاصر
قبل از موفقیت با زنان خشن در دهه ۱۹۸۰، اعضای گروه برایان ریچی و ویکتور دلورنزو اعضای گروهی به نام «بیضه گم‌شده هیتلر» بودند.
تک‌بیضگی هیتلر به عنوان یک ایستر اگ در بازی‌های ویدئویی نخبه تک تیرانداز تحت عنوان DLC Kill Hitler استفاده شد.
موضوع تک‌بیضگی هیتلر به عنوان یک شوخی در فیلم جوجو خرگوشه ۲۰۱۹ استفاده شده‌است؛ جایی که کاپیتان دیرتز از گشتاپو به شخصیت اصلی عنوان می‌گوید: «شما و دوستانتان ممکن است شایعه‌ای را شنیده باشید مبنی بر این که هیتلر فقط یک بیضه دارد. این دروغ محض است است. او چهارتا دارد.»